# Gästrikland
Gästrikland is een zogenoemd landschap in het Noord-Zweedse landsdeel Norrland. Het maakt deel uit van de provincies Gävleborgs län en Uppsala län. In Gästrikland zijn talrijke archeologische vondsten uit de Vikingentijd gedaan.
De grootste plaats in Gästrikland is Gävle.
Prinses Madeleine is hertogin van Hälsingland en Gästrikland.
- De landschapsbloem van Gästrikland is het lelietje-van-dalen
- Het landschapsdier van Gästrikland is het auerhoen

Ångermanland · Blekinge · Bohuslän · Dalarna · Dalsland · Gästrikland · Gotland · Halland · Hälsingland · Härjedalen · Jämtland · Lapland · Medelpad · Närke · Norrbotten · Öland · Östergötland · Skåne · Småland · Södermanland · Uppland · Värmland · Västerbotten · Västergötland · Västmanland